# Josef Gerstmann
Josef Gerstmann (17 juillet 1887, Lemberg – 23 mars 1969, New York) est un neurologue américain d'origine autrichienne. 

## Biographie
Gerstmann a étudié la médecine à l'université de Vienne entre 1906 et 1912, année d'obtention de son diplôme. Au cours de la première guerre mondiale, il est agent sanitaire. Par la suite, il a travaillé à la clinique de psychiatrie-neurologie à Vienne, avec Wagner-Jauregg, et, après être devenu professeur, il est devenu chef de l'Institut Neurologique de Maria-Theresien-Schlössel, à Vienne, en 1930. Étant juif, il émigré avec sa femme Martha vers les États-Unis en 1938, lors de l'Anschluss.
Initialement, Gerstmann a travaillé à l'hôpital de Springfield dans l'État de l'Ohio, et de 1940 à 1941, en tant qu'assistant de recherche et neurologue consultant à l'hôpital Sainte-Elisabeth à Washington. En 1941, il s'est installé à New York et est devenu associé de recherche à l'institut neurologique de New York en tant que neuropsychiatre à l'hôpital Goldwater Memorial. Gerstmann a ouvert un cabinet privé au 240 Central Park South. Il a été nommé membre honoraire de l'association américaine de psychiatrie et de l'académie de neurologie, membre de l'association américaine de psychopathologie, de la société de psychothérapie, de la société Pirquet et de la société Rudolf Virchow. Gerstmann est mort le 23 mars 1969 dans son appartement à New York.

## Postérité
Le syndrome de Gerstmann et le syndrome de Gerstmann–Sträussler–Scheinker sont nommés en référence à lui.

### Publications (sélection)
- Beiträge zur Pathologie des Rückenmarks. Zeitschrift für die gesamte Neurologie und Psychiatrie 29, 1, 97-167, 1915 DOI 10.1007/BF02897494.
- Gerstmann J, Schilder P. Zur Kenntnis der Bewegungsstörungen der Pseudosklerose. Zeitschrift für die gesamte Neurologie und Psychiatrie 58, 1, 33-41, 1920 DOI 10.1007/BF02902023.
- Über die einwirkung der malaria tertiana auf die progressive paralyse. Zeitschrift für die gesamte Neurologie und Psychiatrie, 1920.
- Die Malariabehandlung der progressiven Paralyse. Wiedeń, 1925; 2. wydanie 1928.
- Beitrag zur Kenntnis der Entwicklungsstörungen in der Hirnrinde bei genuiner Epilepsie, Idiotie, juveniler Paralyse und Dementia praecox. Arbeiten Neurol Inst Wiener Univ 21:286–313 (1916).
- Fingeragnosie. Eine umschriebene Störung der Orientierung am eigenen Körper. Wiener Klin Wochenschr 37:1010–1012 (1924).
- Gerstmann J, Schilder P. Studien über Bewegungsstörungen. Zeitschrift für die gesamte Neurologie und Psychiatrie 70, 1, 35-54, 1921 DOI 10.1007/BF02867524.
- Zur frage der umwandlung des klinischen bildes der paralyse in eine halluzinatorisch-paranoide erscheinungsform im gefolge der malariaimpfbehandlung. Zeitschrift für die gesamte Neurologie und Psychiatrie 93, 1, 200-218, 1924 DOI 10.1007/BF02900053.
- Gerstmann J, Schilder P. Mikrographie bei Sensorisch-Aphasischen. 1925 DOI 10.1007/BF01814177.
- Fingeragnosie und isolierte Agraphie; ein neues Syndrom. Zeitschr Gesamte Neurol Psychiatr (Berlin) 108:152–177 (1927).
- Über ein noch nicht beschriebenes Reflexphänomen bei einer Erkrankung des zerebellaren Systems. Wiener Med Wochenschr 78:906–908 (1928).
- Über ein neuartiges hirnpathologisches Phänomen. Wiener Klin Wochenschr 50:294–296 (1928).
- Gerstmann J, Kestenbaum A. Monokuläres Doppeltsehen bei cerebralen Erkrankungen. Zeitschrift für die gesamte Neurologie und Psychiatrie 128, 1-4, 42-56, 1930 DOI 10.1007/BF02864243.
- Gerstmann J, Sträussler E. Zum Problemgebiet der Encephalomyelitis und der multiplen Sklerose. 1931.
- Zur Symptomatologie der Stirnhirnerkrankungen. Mschr Psychiat Neurol 1936;93:102-110 DOI 10.1159/000148805.
- THE PHENOMENON OF BODY ROTATION IN FRONTAL LOBE LESIONS. 1940.
- Some notes on the Gerstmann syndrome. Neurology 7: 866–869 (1957).
- PSYCHOLOGICAL AND PHENOMENOLOGICAL ASPECTS OF DISORDERS OF THE BODY IMAGE. The Journal of Nervous and Mental Disease, 1958.
- Right-Left Discrimination and Finger Localization. The Journal of Nervous and Mental Disease, 1960.
- Some posthumous notes on the Gerstmann syndrome by J. Gerstmann. Wiener Zeitschr Nervenheilk 28:12–19 (1970).